# Gallo I di Clermont
San Gallo I di Clermont (Clermont-Ferrand, 489 circa – Clermont-Ferrand, 14 maggio 551) è stato un vescovo francese.
Vescovo di Clermont e zio di Gregorio di Tours, è venerato come santo dalla Chiesa cattolica.

## Storia
Gallo era il rampollo di una famiglia senatoria, nato a Clermont-Ferrand attorno al 489. Sua madre discendeva dalla famiglia di Vezio Apagato, un venerato martire di Lione. Mentre i suoi genitori proponevano di farlo sposare con una figlia di un rispettabile senatore, Gallo aveva altri piani e si ritirò privatamente in un monastero a Cournon. Una volta ottenuto il consenso dei genitori, abbracciò con gioia una vita di povertà religiosa. L'intelligenza e la pietà di Gallo lo fecero raccomandare come consigliere a Quintiano, vescovo di Clermont, che lo ordinò sacerdote.
Teoderico I, re di Austrasia, invase l'Alvernia e fece prigioniero Gallo, rinchiudendolo nell'oratorio del palazzo. Gallo riacquistò la libertà dopo qualche anno e tornò a Clermont-Ferrand.
Alla morte di Quinziano, nel 527, Gallo fu scelto come successore al vescovado di Clermont. È in questo periodo che la straordinaria equanimità di Gallo fu messa a dura prova: una storia riporta che il vescovo fu "colpito alla testa da un uomo brutale, [eppure] non scoprì la minima emozione di rabbia o risentimento, e con questa mitezza disarmò il selvaggio della sua rabbia" Un aneddoto simile riguarda un uomo di nome Evodio, un sacerdote che un tempo era stato senatore. Sebbene l'uomo orgoglioso si fosse comportato in modo offensivo nei confronti di Gallo, la reazione del vescovo fu semplicemente quella di alzarsi dal suo posto e visitare le chiese della città. Toccato dalla pazienza di Gallo, Evodio si gettò ai piedi del vescovo in mezzo alla strada.
Gallo svolse un importante ruolo politico e religioso come vescovo di Clermont. Si fece conoscere come difensore dei diritti della Chiesa contro Sivigald, il governatore nominato da Teoderico. Il principale evento del suo episcopato fu il Concilio di Clermont del 535. Partecipò anche al IV (541) e al V (549) Concilio di Orléans.
Gallo morì il 14 maggio 551. La sua festa nella Chiesa cattolica romana è il 3 luglio; nella Chiesa ortodossa orientale è il 1º luglio.